# Charles A. Reynolds

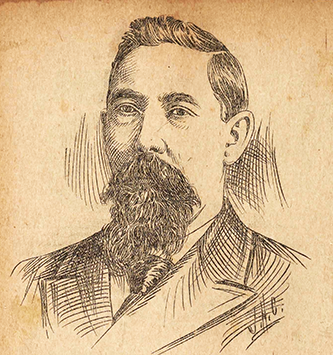
Charles A. Reynolds

Charles Albert Reynolds (* 10. November 1848 in Leaksville, North Carolina; † 2. Juni 1936 in Colfax, North Carolina) war ein US-amerikanischer Bauingenieur und Politiker (Republikanische Partei).

## Werdegang
Charles Albert Reynolds, Sohn von Sarah "Jane" Fewell und Dr. Thomas Edwin Reynolds, war 1897 bei dem Bau des ersten Wasserkraftwerks von North Carolina am Yadkin River beteiligt. Neben seiner Tätigkeit als Bauingenieur verfolgte Reynolds eine politische Laufbahn. Er war zwischen 1897 und 1901 Vizegouverneur des Bundesstaates North Carolina. Danach kandidierte er 1904 und 1906 erfolglos für den fünften Wahlbezirk von North Carolina im US-Repräsentantenhaus. Reynolds verstarb am 2. Juli 1936 in Colfax und wurde dann auf dem Episcopal Church Cemetery in Leaksville beigesetzt.